# Alice Evans
Pour les articles homonymes, voir Evans.
 (janvier 2019).
Si vous disposez d'ouvrages ou d'articles de référence ou si vous connaissez des sites web de qualité traitant du thème abordé ici, merci de compléter l'article en donnant les références utiles à sa vérifiabilité et en les liant à la section « Notes et références ».
Alice Jane Evans, née le 2 août 1968 à Summit (New Jersey) (États-Unis), est une actrice anglo-américaine.

## Biographie
Alice Evans est titulaire d'une maîtrise de langues de l'université de Londres et a suivi le Cours Florent pendant un an. 
À l'aube de sa carrière cinématographique, Alice Evans se fait connaître en France en 1995 en partageant avec Laurent Petitguillaume la présentation du jeu télévisé Quelle galère ! sur TF1.
La comédienne perce au cinéma avec plusieurs films tels que Monsieur Naphtali avec Elie Kakou, Mauvaise passe de Michel Blanc avec Daniel Auteuil et surtout Une pour toutes de Claude Lelouch en 1999. Elle se distingue ensuite à Hollywood en partageant le haut de l'affiche du film Les 102 Dalmatiens aux côtés de Glenn Close et de Gérard Depardieu.
Ses choix suivants seront plus discrets à la suite du naufrage de Ma femme s'appelle Maurice, retentissant échec critique et commercial.
Parfaitement bilingue anglais et français, Alice Evans, comme de nombreuses actrices de nationalité étrangère qui parlent couramment le français (Victoria Abril, Diane Kruger, Jodie Foster, , etc.), assure elle-même ses doublages dans la version française de films américains.

## Vie privée
Alice Evans épouse le comédien gallois Ioan Gruffudd le 14 septembre 2007 au Mexique. Le couple s'est rencontré en 2000 sur le tournage du film Les 102 Dalmatiens en 2001. Ils sont les parents de deux filles, Ella Betsi (née le 6 septembre 2009) et Elsie Marigold (née le 13 septembre 2013). 
Le 26 janvier 2021, l'actrice annonce que son mari et elle sont séparés.

## Filmographie

### Cinéma
- 1998 : Rewind de Sergio Gobbi : Helga
- 1998 : Monsieur Naphtali de Olivier Schatzky : Caroline
- 1999 : Mauvaise Passe de Michel Blanc : Sue
- 1999 : Une pour toutes de Claude Lelouch : Macha Desachy
- 2000 : Les 102 Dalmatiens (102 Dalmatians) de Kevin Lima : Chloé Simon
- 2002 : Le club des ravisseurs (The Abduction Club) de Stefan Schwartz : Catherine Kennedy
- 2002 : Ma femme s'appelle Maurice de Jean-Marie Poiré : Emmanuelle
- 2003 : Hard Labour (court métrage) de Oliver Krimpas : Emily
- 2003 : Blackball de Mel Smith : Kerry
- 2004 : Fascination de Klaus Menzel : Kelly Vance
- 2005 : Four Corners of Suburbia de Elizabeth Puccini : Susan Harris
- 2006 : Hollywood Dreams de Henry Jaglom : Vida
- 2007 : Dangerous Parking (en) de Peter Howitt : Etta
- 2007 : Who You Know (court métrage) de Zachary Sluser : Rebecca
- 2007 : Save Angel Hope de Lukas Erni : Sonia Zeller
- 2008 : Agent Crush de Sean Robinson : Alex (voix)
- 2009 : Reunion de Alan Hruska : Minerva
- 2010 : Capture Anthologies: Love, Lust and Tragedy de Christopher Abbott, Tim Atack, Rachel Davies, David Forrest, Oliver Krimpas, Bernard MacLaverty, Amy Neil et Meloni Poole : Emily
- 2013 : Liars All de Brian Brightly : Sandra

### Télévision

#### Téléfilms
- 2006 : Où la magie commence (en) (The Christmas Card) de Stephen Bridgewater : Faith Spelman

#### Séries télévisées
- 1996 : Troubles (Strangers) : Charlotte
- 1996-1999 : Élisa, un roman photo : Clara
- 1997 : Highlander : Kyra  (saison 6, épisode 5)
- 1997 : Le ragazze di piazza di Spagna : Nathalie
- 1998 : Au Cœur de la loi : Muriel Highsmith
- 1998 : H : Gaëlle (saison 1, épisode 8)
- 2001 : La Double Vie de Diane Sullivan (Best of Both Worlds) : Diane Sullivan
- 2003 : Les Experts : Miami (CSI: Miami) : Leslie Warner (saison 2, épisode 9)
- 2003 : Blue Dove : Lizzie Hobbs
- 2004 : The Chris Isaak Show : Olivia Garson
- 2006 : Mayo (en) : Olivia Garson
- 2007 : Larry et son nombril : Heather Mills (voix)
- 2009 : Lost : Les Disparus : Éloïse Hawking jeune (Saison 5, épisodes 14, 15 et 16-17)
- 2010 : Mentalist (The Mentalist) : Ilsa Engels (saison 2, épisode 22)
- 2010 et 2011 : Brothers and Sisters : Dr Evans / Dr Felicity Milton (saison 5, épisode 9 et saison 5, épisode 15)
- 2011 : American Dad! : Birth Show Narrator (voix)
- 2011-2012 : Vampire Diaries (The Vampire Diaries) : Esther Mikaelson (saison 3, épisode 08, 13, 14, 15, 20)
- 2012 : Grimm : Mia (saison 2, épisode 06)
- 2014-2015 : The Originals : Esther Mikaelson (saison 2)

### Jeu vidéo
- 1996 : MegaRace 2 (jeu vidéo de Cryo et Mindscape)

### Voix françaises
- Elle-même dans 102 Dalmatiens